# The Sandman Saga
The Sandman Saga è una storia di Superman pubblicata nel 1971 in Superman vol. 1 n. 233, n. 234, n. 235, n. 237, n. 238, n. 240, n. 241, e n. 242. Questa fu la prima storia di Superman sotto l'editore Julius Schwartz e la prima storia della Bronze Age di Superman.

## Storia
Nel 1971, la DC cercò di rinnovare e snellire l'universo di Superman. Molti di concetti introdotti in questo periodo, come Superman senza poteri, l'Intergang, il Progetto Cadmus, Il Guardiano e Darkseid furono successivamente usati nell'incarnazione post-Crisi di Superman, che comparve per la prima volta in Man of Steel di John Byrne.
Mort Weisinger, editore del fumetto Superman, andò in pensione dopo 30 anni di carriera nella DC alla fine degli anni '70. Prolifico editore, la DC lo rimpiazzò con quattro persone: Mike Sekowsky (Adventure Comics e Supergirl), Murray Boltinoff (Superboy, Action Comics e Superman's Pal Jimmy Olsen), E. Nelson Bridwell (Superman's Girl Friend, Lois Lane), e Julius Schwatrz (World's Finest e Superman). I nuovi editori snellirono il mito di Superman: la kryptonite, le storie immaginarie, Mr. Mxyzptlk, Bizzarro, Krypto, le storie di Jimmy Olsen nei panni di Elastic Lad, le storie delle Reptile Girls di Lois Lane e Titano fu del tutto rimosso e dimenticato.
Dopo una serie di annunci che furono incluse nelle pagine centrali, la DC pubblicò Superman n. 233 nel gennaio 1971. Con la scritta Le Stupefacenti Nuove Avventure sopra il nome Superman, e mostrando il n. "1" che era in realtà parte dello slogan "Number 1 Best-Selling Comics Magazine", portò a credere che il vero titolo del fumetto fosse Le Stupefacenti Nuove Avventure di Superman n. 1. Lo scrittore Denny O'Neil, noto per la sua memorabile carriera nella serie Batman e in Lanterna Verde/Freccia Verde e gli artisti Curt Swan e Murphy Anderson cominciarono la "Sandman Saga" in questo numero. La storia si sarebbe aperta con una situazione archetipica dove uno scienziato cercò di creare un motore alimentato a kryptonite, quando all'improvviso l'esperimento andò storto. Però, a causa di questo "strano incidente", tutta la kryptonite sulla Terra fu trasformata in comunissimo piombo. Seguendo questo sviluppo, Clark Kent fu assegnato al suo nuovo capo, Morgan Edge, come reporter televisivo della WGBS, e O'Neal abbandonò la goffa personalità di Clark Kent.
Durante la storia, O'Neil illustrò un Superman intraprendente nel salvataggio di un'isola abitata da un vulcano in eruzione. Precedentemente, però, una forma di sabbia con le sembianze di Superman si alzò da un cratere per terra. Dato che questo "uomo di sabbia" sembrava avere i poteri di Superman, Superman cominciò a diventare sempre più intelligente man mano che perdeva i suoi poteri. Lo scopo della storia si sarebbe rivelato nel n. 242: la minaccia era scomparsa, ma i poteri di Superman furono diminuiti di un terzo. Niente più viaggi intorno al pianeta o salti improvvisi all'altro capo dell'universo, il piano era di riportare Superman alle sue radici Golden Age. Superman adesso era più snello, in qualche modo più saggio, e sicuramente molto più umano. Questa fu la "nuova" incarnazione di Schwartz e O'Neil.

## Risultato
Dopo la conclusione della storia, la DC tirò la spina a questa "nuova" incarnazione, e Cary Bates giunse con il nuovo n. 243. Fu considerato che la DC era in competizione con il proprio passato, e seguì il consiglio dei fan che erano più interessati ai conflitti cosmici. Mentre il "nuovo" Superman saltava fuori di quando in quando, la visione di O'Neil di Superman scomparve dopo il numero finale di "Sandman Saga". Nel 1992, Walt Simonson scrisse e disegnò una versione post-Crisi della Sandman Saga in Superman Special.

## Raccolta
Nel 2009, la storia fu raccolta come parte della DC Comics Classic Library con il titolo Superman: Kryptonite Nevermore.